# Anne Sexton
Anne Sexton (Newton, 9 de novembro de 1928 —  Weston, 4 de outubro de 1974) foi uma escritora estadunidense conhecida por sua poesia confessional bastante pessoal. Ela venceu o Prémio Pulitzer de Poesia em 1967. Os temas de seus poemas incluem sua longa batalha contra a depressão, suas tendências suicidas e vários detalhes íntimos de sua vida privada, incluindo seu relacionamento com familiares. Após de várias tentativas, ela acabou tirando a própria vida em 1974.

## Biografia
Anne Sexton nasceu como Anne Gray Harvey. Ela era a filha caçula do empresário Ralph Harvey e de Mary Gray Staples. Passou a maior parte de sua infância em Boston. Em 1945, ela foi matriculada no internato Rogers Hall, em Lowell, Massachusetts, estudando, mais tarde, por um ano em Garland Junior College. Durante certo tempo, Sexton trabalhou como modelo para a agência Hart de Boston. No dia 16 de agosto de 1948, aos dezenove anos, ela se casou com Alfred Sexton, e eles permaneceram juntos até 1973, um ano antes de sua morte.

### Poesia
Ao longo de sua vida, Sexton sofreu de severos transtornos mentais. Seu primeiro episódio maníaco ocorreu em 1954. Depois de um segundo colapso em 1955, ela conheceu o médico Martin Theodore Orne, que se tornou seu terapeuta de longa-data no Hospital Glenside. Foi Orne quem a encorajou a escrever poesia. A primeira workshop de poesia a que ela compareceu foi ministrada por John Holmes. Ela sentira grande trepidação no momento de se registrar para a aula e, por isso, pediu a um amigo que fizesse o telefonema e que a acompanhasse na primeira sessão. Graças às experiências com tal workshop, Sexton teve rápido sucesso com sua poesia, e seus poemas foram aceitos pelas revistas The New Yorker, Harper's e Saturday Review. Mais tarde, ela foi aluna de Robert Lowell na Universidade de Boston, juntamente com outros poetas distintos como Sylvia Plath e George Starbuck.
A vida poética de Sexton foi encorajada mais ainda por seu mentor e amigo W. D. Snodgrass, o qual ela conheceu durante uma conferência de escritores em 1957. Um dos poemas dele, Heart's Needle, serviu de inspiração para um dos temas de Sexton: a sua separação de sua filha de três anos de idade. Ela leu o poema citado pela primeira vez na época em que sua filha estava morando com sua sogra. Foi então que ela escreveu The Double Image, um poema que explora o relacionamento multi-generacional entre mãe e filha.
Enquanto trabalhava com John Holmes, Sexton conheceu Maxine Kumin. Elas se tornaram grandes amigas e assim permaneceram pelo resto da vida de Sexton. Além disso, Kumin e Sexton criticavam rigorosamente o trabalho de uma da outra e escreveram, juntas, quatro livros infantis. Pelo final da década de 1960, a doença mental de Anne Sexton começou a afetar sua carreira, embora ela continuasse escrevendo e publicando seu trabalho. Ela também colaborou com músicos, formando um grupo de jazz chamado Her Kind, que adicionava música à sua poesia. Sua peça teatral Mercy Street foi produzida em 1969, após anos de revisão, e inspirou uma canção homônima de Peter Gabriel.

### Temas da obra
Além de seus temas padrões como depressão, isolamento, suicídio, morte e desespero, Anne Sexton escreve também sobre questões específicas das mulheres, como menstruação, aborto e, mais largamente, masturbação e adultério. À época, tais matérias não eram comumente usadas nos discurso poético.

### Morte

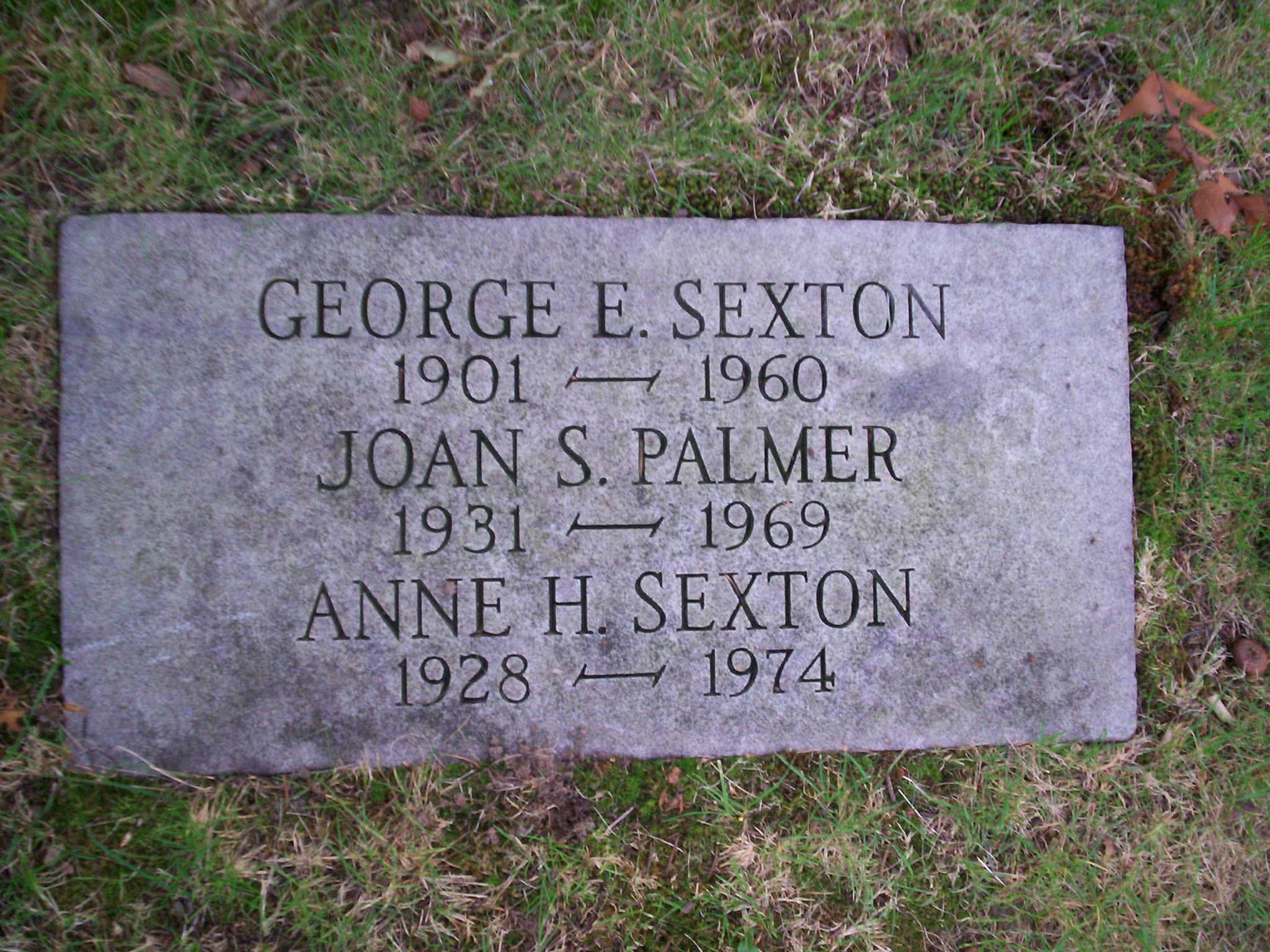
Túmulo de Anne Sexton

Em 4 de outubro de 1974, Anne Sexton teve um almoço ao lado de sua amiga Maxine Kumin, para revisar o seu manuscrito de The Awful Rowing Toward God, que seria publicado em março de 1975. Ao retornar para casa, ela vestiu o velho casaco de peles de sua mãe e se trancou em sua garagem, deixando o motor de seu carro ligado e cometendo suicídio por intoxicação por monóxido de carbono.
Um ano antes de sua morte, ela disse em uma entrevista que ela escreveu os primeiros rascunhos de The Awful Rowing Toward God em vinte dias, com "dois dias fora por desespero e três dias fora em um hospital psiquiátrico". Ela está enterrada no Cemitério Forest Hills, em Jamaica Plain, Boston.

### Poesia e prosa
- To Bedlam and Part Way Back (1960)
- All My Pretty Ones (1962)
- Live or Die (1966)
- Love Poems (1969)
- Mercy Street (1969)
- Transformations (1971)
- The Book of Folly (1972)
- The Death Notebooks (1974)
- The Awful Rowing Toward God (1975; póstumo)
- 45 Mercy Street (1976; póstumo)
- Anne Sexton: A Self Portrait in Letters, editado por Linda Gray Sexton e Lois Ames (1977; póstumo)
- Words for Dr. Y. (1978; póstumo)
- No Evil Star: Selected Essays, Interviews and Prose, editado por Steven E. Colburn  (1985; póstumo)
- Two Hands(sem data)
- The Room of My Life (sem data)